# Rowiny (sielsowiet Rajca)
Rowiny, Rawiny (biał. Равіны, Rawiny; ros. Ровины, Rowiny) – wieś na Białorusi, w obwodzie grodzieńskim, w rejonie korelickim, w sielsowiecie Rajca.

## Historia
Pod zaborami i w II Rzeczpospolitej wieś i folwark. W XIX i w początkach XX w. położone były w Rosji, w guberni mińskiej, w powiecie nowogródzkim.
W dwudziestoleciu międzywojennym leżały w Polsce, w województwie nowogródzkim, w powiecie nowogródzkim, w gminie Cyryn. W 1921 wieś liczyła 324 mieszkańców, zamieszkałych w 50 budynkach, w tym 322 Polaków i 2 osoby innej narodowości. 279 mieszkańców było wyznania rzymskokatolickiego i 45 prawosławnego. Folwark liczył zaś 20 mieszkańców, zamieszkałych w 2 budynkach, wyłącznie Polaków. 18 mieszkańców było wyznania rzymskokatolickiego i 2 prawosławnego.
Po II wojnie światowej w granicach Związku Sowieckiego. Od 1991 w niepodległej Białorusi.